# Nimona (Film)
Nimona ist ein animierter Abenteuerfilm von Nick Bruno und Troy Quane. Der in einer futuristischen und zugleich mittelalterlichen Welt spielende Film basiert auf der gleichnamigen Graphic Novel von ND Stevenson, erzählt von einer Gestaltwandlerin, die sich mit einem Ritter anfreundet und unwissentlich dabei hilft, seinen Namen reinzuwaschen. Nimona wurde Ende Juni 2023 weltweit in das Programm von Netflix aufgenommen. Die Premiere erfolgte im gleichen Monat beim Festival d’Animation Annecy.

## Handlung
In einer futuristischen mittelalterlichen Welt. Vor 1000 Jahren wurde ein Königreich von der Heldin Gloreth von einem grässlichen Monster befreit. Seit dieser Zeit schützten Generationen von tapferen Rittern das Land, die die Nachfahren derjenigen sind, die Gloreth damals zur Seite standen. Königin Valerin will die Tradition nun ändern. Ballister Boldheart soll als erster Nichtadeliger zum Ritter geschlagen werden. Als dieser bei der Zeremonie vor ihr kniet, schießen jedoch plötzlich Laserstrahlen aus Ballisters Schwert und töten die Königin. Sein bester Freund und Geliebter Ambrosius Goldenloin schlägt ihm den Arm ab und Ballister flieht.
Nimona, die gerade wieder durch die Stadt zieht und Chaos anrichtet, ist die Einzige, die ihm helfen kann, seine Unschuld zu beweisen, um wieder in die Ritterschaft aufgenommen zu werden und seinen Ambrosius wiedersehen zu können. Nimona glaubt, dass Ballister ein wahrer Bösewicht ist und will daher sein Kumpel sein. Gemeinsam machen sie sich daran, Unordnung in das System zu bringen. Ballister kann so seinen Namen ein für alle Mal reinwaschen, und Nimona hat ihr geliebtes Chaos. Sie ist bereits seit etwa einem Jahrtausend dazu verteufelt.
Nimona ist in dem Königreich als einzige Gestaltwandlerin in der Lage, sich in praktisch jedes Wesen zu verwandeln, sei es in einen Hai, ein Nashorn, einen Gorilla oder einen riesigen Drachen. Nur das Rosa ihrer natürlichen Haare verrät sie dabei. Was Ballister nicht weiß ist, dass sie das Monster ist, für dessen Tötung er ausgebildet wurde.

## Produktion

### Literarische Vorlage

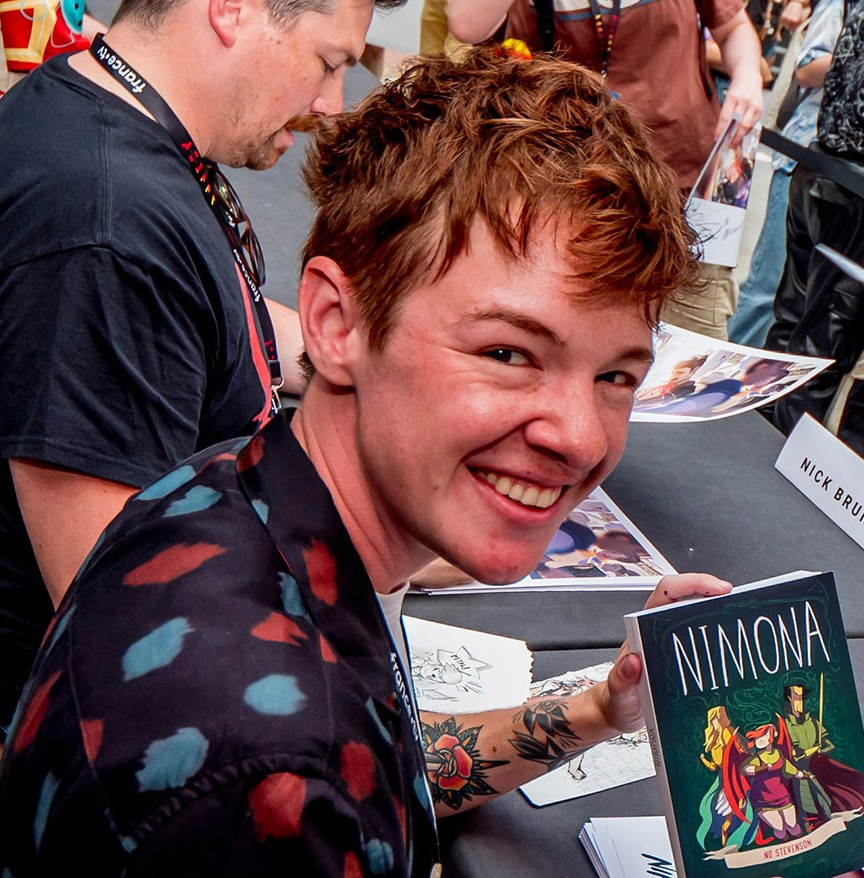
Der Film basiert auf der Graphic Novel Nimona von ND Stevenson, hier im Juni 2023 bei der Premiere beim Festival d’Animation Annecy

Der Film basiert auf der gleichnamigen Graphic Novel von ND Stevenson, die er während seines Studiums am Maryland Institute College of Art begonnen hatte. Diese wurde im Jahr 2015 bei HarperCollins veröffentlicht und avancierte zum Bestseller. Nimona wurde im Jahr seiner Veröffentlichung für den National Book Award for Young People’s Literature nominiert und mit einem Eisner Award ausgezeichnet, der höchsten Ehrung der US-Comicszene. Stevenson widmete Nimona „allen Monstermädchen“, allen Mädchen, die sich mit dieser Figur identifizieren können.
Stevenson hatte bereits 2012 erstmals Geschichten über die Figur als Webcomic veröffentlicht. In einem Interview erklärte Stevenson, dass die Titelfigur von den Gestaltwandlerinnen Carrie Kelley aus den Batman-Comics sowie Zam Wesell inspiriert worden sei. Stevenson wurde in Columbia in South Carolina geboren, hat vier Geschwister und wurde zuerst zuhause unterrichtet, bevor er zwei weitere Jahre die High School besuchte. Ein Großteil von Nimona sei seiner eigenen Erziehung in einer äußerst konservativen Familie und anderen Lebenserfahrungen geschuldet beziehungsweise eine Reaktion darauf, so der Transmann. Im Jahr 2020 veröffentlichte Stevenson seine Memoiren mit dem Titel The Fire Never Goes Out in der er seine Zeit am College bis hin zu der Hochzeit mit der Cartoonistin und Autorin Molly Ostertag im Jahr 2019 als Comics verarbeitet.

### Filmrechte, Drehbuch und Regie
Ursprünglich hatte Fox Animation die Rechte an der Graphic Novel erworben, um einen hierauf basierenden Zeichentrickfilm zu produzieren, und beauftragte die Blue Sky Studios mit der Umsetzung, damals das konzerneigene Studio von 20th Century Fox. Als der Disney-Konzern das Fox-Studio übernahm, fiel der Film diesem Zusammenschluss zum Opfer. Netflix sprang ein und gab Nimona eine zweite Chance.

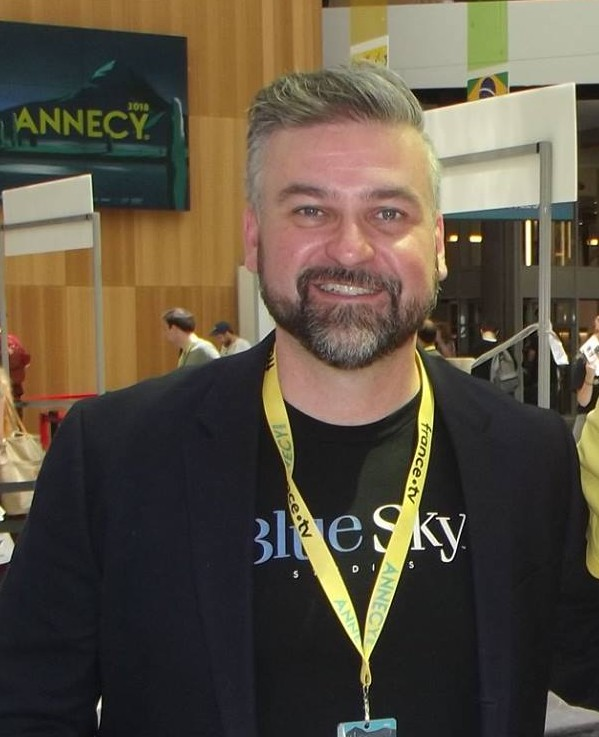
Regisseur Troy Quane

Die Graphic Novel wurde von Robert L. Baird und Lloyd Taylor für den Film adaptiert. Baird war bereits an den Drehbüchern für die Animationsfilme Die Monster Uni von Dan Scanlon und Ferdinand – Geht STIERisch ab! von Carlos Saldanha beteiligt. Baird und Taylor blieben dem Ausgangsmaterial in der Hinsicht treu, dass sie die Charaktere und ihre Beziehungen zueinander wie darin beschrieben beließen. Sie änderten jedoch einige Aspekte der Handlung der Graphic Novel und gestalteten Nimona weit weniger mörderisch.
Regie führten Nick Bruno und Troy Quane. Das Regiedebüt des Letzteren war der Kurzfilm Die Schlümpfe – Eine schlumpfige Weihnachtsgeschichte von 2011, und mit Spione Undercover – Eine wilde Verwandlung von 2019 gaben Bruno und Quane, beide in der Vergangenheit als Animatoren tätig, ihr gemeinsames Langfilmdebüt. Taylor schrieb auch hierfür das Drehbuch. Den Filmschnitt übernahmen Randy Trager und Erin Crackel. Mit Trager arbeiteten die Regisseure bereits für Spione Undercover zusammen. Für den Film verwendetem Bruno und Quane nicht den Stil aus Stevensons Graphic Novel, sondern eine Mischung aus 3D-Animationen und 2D-Illustrationen.

### Sprecher und Synchronisation
| Rolle                | Stimme im Original | Deutsche Synchronsprecher |
| -------------------- | ------------------ | ------------------------- |
| Nimona               | Chloë Grace Moretz | Christina Ann Zalamea     |
| Ballister Boldheart  | Riz Ahmed          | Jeremias Koschorz         |
| Ballister (jung)     | Zayaan Kunawar     | Mika Aust                 |
| Ambrosius Goldenloin | Eugene Lee Yang    | Henning Nöhren            |
| Die Direktorin       | Frances Conroy     | Peggy Sander              |
| Königin Valerin      | Lorraine Toussaint | Claudia Urbschat-Mingues  |
| Gloreth (jung)       | Charlotte Aldrich  | Sarah Tkotsch             |

Chloë Grace Moretz leiht der Titelfigur Nimona ihre Stimme und Riz Ahmed dem Ritter Ballister Boldheart. Eugene Lee Yang spricht dessen Ritterkollegen und ehemaligen Geliebten Ambrosius Goldenloin, der ihm versehentlich einen Arm abhackte. Frances Conroy leiht der Direktorin des Institution of Law Enforcement and Heroics ihre Stimme. Zu den weiteren Sprechern gehören Lorraine Toussaint, Beck Bennett, RuPaul und Indya Moore. Stevenson leiht Kwispy Dwagon seine Stimme.
Die Synchronisation erfolgte durch die EVA Studios Germany GmbH, Berlin. Julia Kantner schrieb das Dialogbuch, Tim Sander führte die Dialogregie.

### Filmmusik
Die Filmmusik komponierte der Kanadier Christophe Beck. Am 23. Juni 2023 veröffentlichte Netflix Music den Song T-Rex, gesungen von der US-amerikanischen Alternative-Sängerin K. Flay. Der Song ist auch auf dem insgesamt 20 Musikstücke umfassenden Soundtrack-Album enthalten, das am 30. Juni 2023 als Download veröffentlicht wurde.

### Veröffentlichung
Die Premiere erfolgte am 14. Juni 2023 beim Festival d’Animation Annecy. Am 23. Juni 2023 kam der Film in den USA und im Vereinigten Königreich in ausgewählte Kinos. Am 30. Juni 2023 wurde der Film weltweit in das Programm von Netflix aufgenommen. Am 19. Februar 2024 veröffentlichte Netflix den Film in voller Länge auf YouTube.

## Themen und Motive

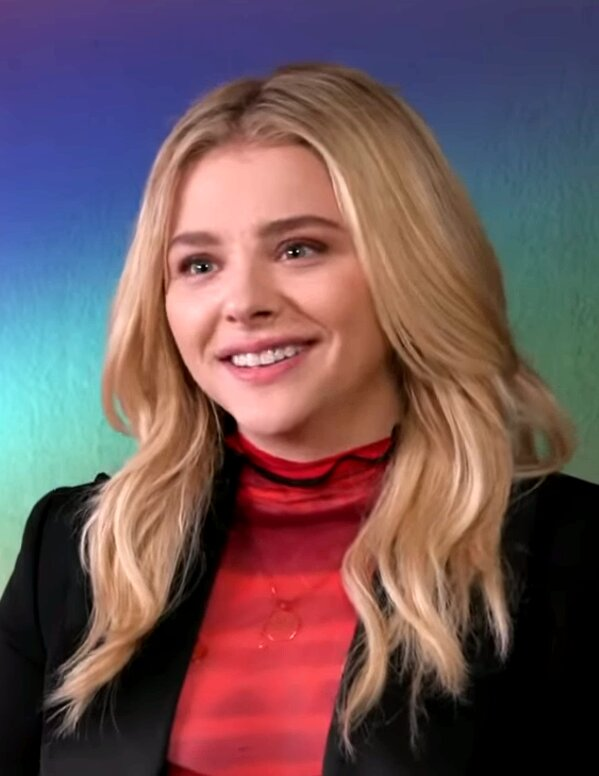
Chloë Grace Moretz leiht Nimona ihre Stimme

Nimona befasst sich mit Themen wie Individualität, Identität und Akzeptanz und spricht damit insbesondere die queere Community an, spart aber auch Gedanken an selbstverletzendes Verhalten und Selbstmord und die Gewalt gegenüber LGBTQ-Jugendlichen, insbesondere Trans-Jugendlichen, nicht aus. So stellt der Film die schwule Beziehung von Ballister und Ambrosius in den Mittelpunkt des Films. Homophobie scheint in dem Königreich jedoch kein großes Problem zu sein. Nimona hingegen wird aufgrund ihrer Andersartigkeit wie ein Monster behandelt. Sie spricht nie direkt über Transness und Geschlechternonkonformität, es fühle sich jedoch wie Sterben an, wenn sie ihre Fähigkeit, ihre Gestalt nach Belieben zu ändern, nicht einsetzt, da sie ist, wer sie ist und es daher nicht zu unterdrücken versucht, erklärt sie Ballister auf die Frage, warum sie nicht einfach ein Mädchen bleibt. Die Figur nimmt damit Bezug auf Stevenson, den Autor der Graphic Novel, der sich selbst als transmännlich geoutet hat.
Steve Seigh schreibt über Nimona, ihre Feindseligkeit gegenüber den Bürgern des Königreichs sei dem Umstand geschuldet, dass sie sich ihr ganzes Leben lang missverstanden fühlte und einfach akzeptiert werden wollte, doch stattdessen hätten die Menschen Angst vor ihr gehabt, wie vor allem, das sie nicht verstehen.

## Rezeption

### Kritiken
Von den bei Rotten Tomatoes aufgeführten Kritiken sind 92 Prozent positiv bei einer durchschnittlichen Bewertung mit 7,9 von 10 möglichen Punkten. Auf Metacritic erhielt der Film einen Metascore von 75 von 100 möglichen Punkten.
Amy Nicholson erklärt in ihrer Kritik in der New York Times, man könne sich Ballister und Nimona wie Bugs Bunny und Joker vorstellen. Als eine schelmische, gestaltwandelnde Bösewichtin, die sich als Punk mit rosa Haaren und Minirock präsentiert, widersetze sich Nimona aber eigentlich jeder Beschreibung. Nimona sei ein Film mit großer Botschaft, der das Publikum zum Nachdenken anrege, so Nicholson. Im Kern handele es sich bei dem Film um eine pointierte Allegorie auf Politiker, die ihr Profil auf dem Rücken queerer und transgender Menschen aufbauen. Nimona spreche zwar nicht für diese Menschen, jedoch zu ihnen und zu anderen, die eine Vorstellung davon haben, wie es sich anfühlt, wenn der eigene Körper nicht zur Seele passt.
Wendy Ide schreibt im Guardian, die Kulisse, eine mittelalterlich-futuristische Fantasiewelt, in der glänzende Hochhäuser mit den Zinnen einer Burg gekrönt sind und Ritter in Rüstung das Reich mit High-Tech-Schwertern verteidigen, die gleichzeitig als Laserpistolen dienen, sei ebenso markant und unverwechselbar wie der Animationsstil des Films. In Anlehnung an die grafische Einfachheit von Illustratoren aus der Mitte des 20. Jahrhunderts, wie etwa bei Eyvind Earle, untergrabe der Film die erwartete Verwendung von Farben. So sei Ballisters und Nimonas Versteck in den traditionell für das Böse stehenden Farbtönen Rot und Schwarz gehalten, Figuren die hingegen Weiß tragen, seien nicht unbedingt die Helden.

### Auszeichnungen
Alliance of Women Film Journalists Awards 2024
- Nominierung als Bester Animationsfilm (Troy Quane & Nick Bruno)
- Nominierung als Beste weibliche Animationsfigur (Nimona – Chloë Grace Moretz)[24]

Annie Awards 2024
- Nominierung als Bester Film
- Nominierung für die Beste Regie (Troy Quane & Nick Bruno)
- Auszeichnung für das Beste Drehbuch (Robert L. Baird & Lloyd Taylor)
- Auszeichnung für die Beste Synchronarbeit (Chloë Grace Moretz)
- Nominierung für den Besten Schnitt (Randy Trager, Erin Crackel, Stephen Schwartz & Ashley Calle)
- Nominierung für die Beste Figurenanimation (Toby Seale)
- Nominierung für das Beste Figurendesign (Aidan Sugano)
- Nominierung für das Beste Szenenbild (Aidan Sugano & Jeff Turley)
- Nominierung für das Beste Storyboarding (Esteban Bravo)[25]

Critics’ Choice Movie Awards 2024
- Nominierung als Bester Animationsfilm

Critics’ Choice Super Awards 2024
- Nominierung als Bester Superheldenfilm
- Nominierung als Beste Darstellerin in einem Superheldenfilm (Chloë Grace Moretz)[26]

Eddie Awards 2024
- Nominierung für den Besten Schnitt in einem Animationsfilm (Randy Trager & Erin Crackel)[27]

Online Film Critics Society Awards 2024
- Nominierung als Bester animierter Spielfilm[28]

Oscarverleihung 2024
- Nominierung als Bester animierter Spielfilm

San Diego Film Critics Society Awards 2023
- Nominierung als Bester Animationsfilm[29]

VES Awards 2024
- Nominierung für die Besten visuellen Effekte in einem Animationsfilm[30]